# Crónica picta
Crónica picta es el nombre que suelen dar los historiadores (especialmente los más antiguos) a un relato pseudohistórico de los reyes pictos que comienza muchos miles de años antes de los primeros registros históricos pictos y termina después de que el reino picto hubiera sido absorbido por Escocia. El manuscrito original (aunque perdido) parece poder fecharse en los primeros años del reinado de Kenneth II de Escocia (que gobernó Escocia desde 971 hasta 995) ya que él es el último rey mencionado y el cronista no conoce la duración de su reinado. Aparte de la lista de reyes, la crónica sobrevive únicamente en el Manuscrito Poppleton del siglo XIV.
Hay de hecho varias versiones de la crónica picta. El texto denominado "A" es probablemente el más antiguo, el más completo, y parece tener menos errores que otras versiones. Se divide en tres partes:
1. Orígenes de los pictos, mayoritariamente tomado de las Etimologías de Isidoro de Sevilla.
2. Una lista de reyes pictos.
3. Ocasionalmente, se incluye la Crónica de los reyes de Alba.

Es evidente que las últimas dos secciones se escribieron originalmente en gaélico, dado que algunas palabras gaélicas no llegaron a traducirse al latín.